# Makrán (441)
Makrán (441) je mobilní báze íránského námořnictva vzniklá přestavbou ropného tankeru Persian Gulf (Perský záliv). Mimo jiné může logisticky podporovat operace námořnictva a sloužit jako plovoucí základna pro vrtulníky, bezpilotní prostředky a malá bojová plavidla. Ve službě je od roku 2021. Je to největší plavidlo íránského námořnictva. Makrán není první íránskou lodí tohoto typu. O dva měsíce dříve revoluční gardy zařadily menší mobilní bázi Šahíd Rúdakí (L110-1).

## Stavba

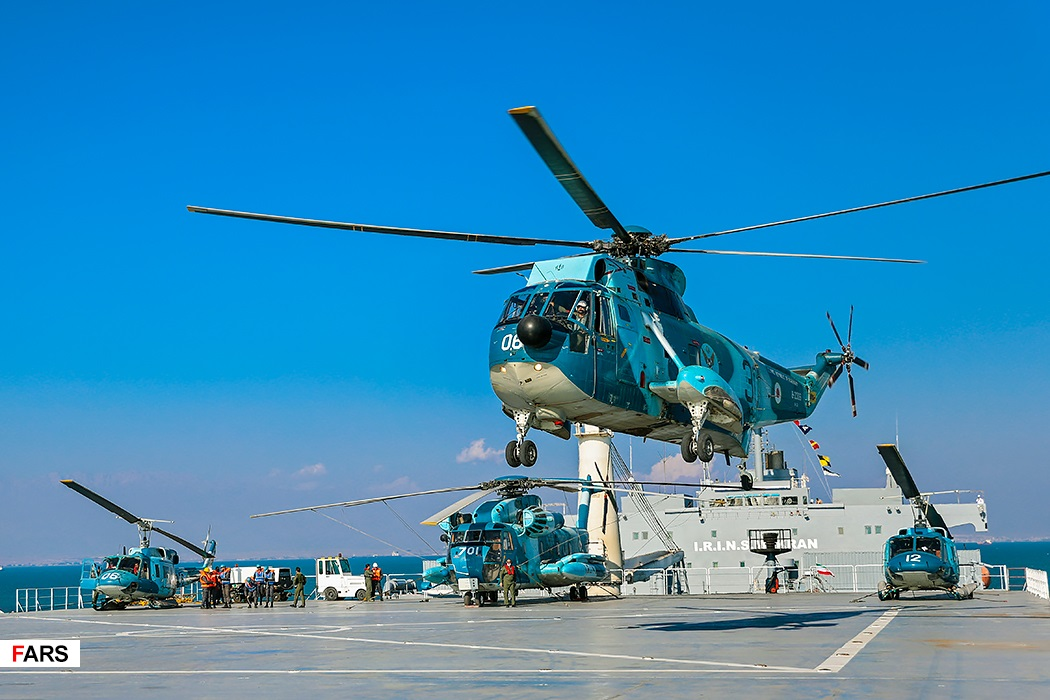
Přistávací plocha na plavidle Makrán s vrtulníky typů Sea Stallion, Sea King a AB-212

Plavidlo bylo na vodu spuštěno v listopadu 2020. Do služby v íránském námořnictvu bylo přijato 13. ledna 2021.

## Konstrukce

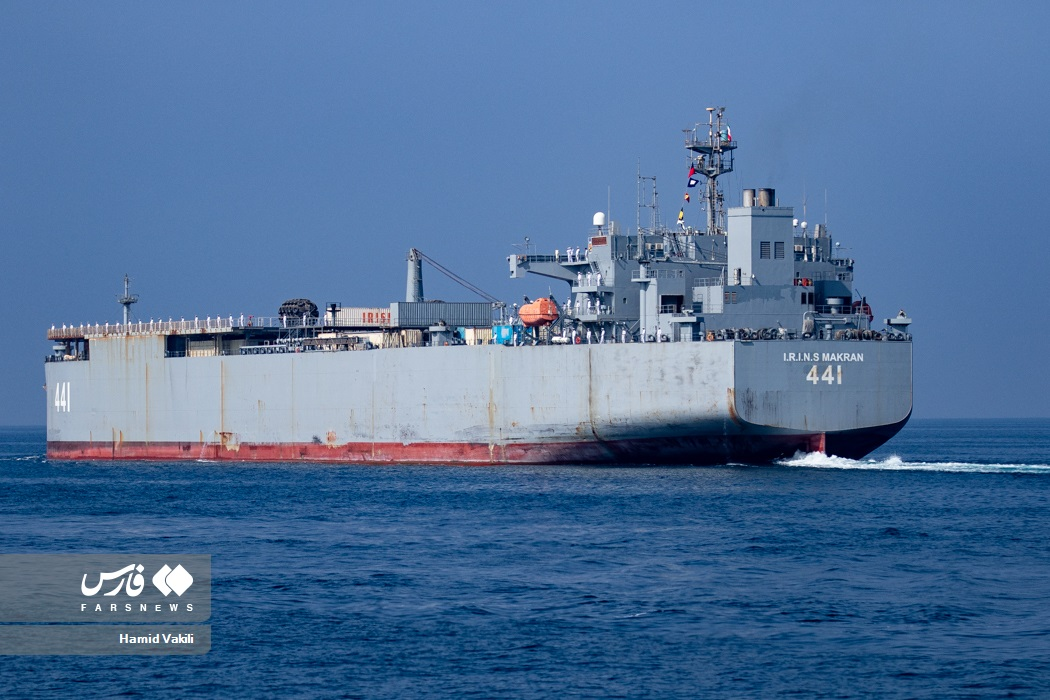
Makrán

Tanker byl upraven pro nesení 80 000 tun paliva, 20 000 tun vody, dále potravin a dalšího nákladu. Je vyzbrojen dělostřelectvem a řízenými střelami umístěnými v kontejnerech. Na palubě před můstkem je vyhrazen prostor, kam lze pomocí jeřábu uložit rychlé útočné čluny, či jiná plavidla. Dále je vybaveno rozměrnou přistávací plochou umožňující operace vrtulníků a dronů. Je na ní celkem pět přistávacích míst. Neseno může být šest až sedm vrtulníků. Pro jejich uložení slouží podpalubní hangár. Na zádi se nachází hlavní nástavba s velitelským můstkem. Nejvyšší rychlost dosahuje 15 uzlů.
Jako bývalý tanker si Makrán pravděpodobně zachoval schopnost přepravy velkého množství ropy (jako tanker pojmul okolo tří milionů galonů).

## Služba
V červnu 2021 média informovala o plavbě plavidla Makrán do Venezuely, přičemž na jeho palubě bylo identifikováno sedm raketových člunů třídy Peykaap III, jejichž hlavním uživatelem jsou Islámské revoluční gardy. Pozornost navíc vyvolal hluboký ponor plavidla, nasvědčující tomu, že do Venezuely navzdory embargu přepravovalo íránskou ropu.